# العلاقات البوروندية الصربية
العلاقات البوروندية الصربية هي العلاقات الثنائية التي تجمع بين بوروندي وصربيا.

## مقارنة بين البلدين
هذه مقارنة عامة ومرجعية للدولتين:
| وجه المقارنة                                              | بوروندي                                    | صربيا                                                      |
| --------------------------------------------------------- | ------------------------------------------ | ---------------------------------------------------------- |
| المساحة (كم2)                                             | 27.83 ألف                                  | 88.36 ألف                                                  |
| عدد السكان (نسمة)                                         | 10.86 مليون                                | 7.02 مليون                                                 |
| الكثافة السكانية (ن./كم²)                                 | 390.23                                     | 79.45                                                      |
| العاصمة                                                   | بوجومبورا، جيتيغا                          | بلغراد                                                     |
| اللغة الرسمية                                             | اللغة الكيروندية، لغة فرنسية، لغة إنجليزية | اللغة الصربية                                              |
| العملة                                                    | فرنك بوروندي                               | دينار صربي                                                 |
| الناتج المحلي الإجمالي (بليون دولار)                      | 3.48 مليار                                 | 41.43 مليار                                                |
| الناتج المحلي الإجمالي (تعادل القوة الشرائية) بليون دولار | 8.13 مليار                                 | 100.13 مليار                                               |
| الناتج المحلي الإجمالي الاسمي للفرد دولار أمريكي          | 277                                        | 5.24 ألف                                                   |
| الناتج المحلي الإجمالي للفرد دولار أمريكي                 | 77                                         | 13.59 ألف                                                  |
| مؤشر التنمية البشرية                                      | 0.400                                      | 0.771                                                      |
| رمز المكالمات الدولي                                      | +257                                       | +381                                                       |
| رمز الإنترنت                                              | .bi                                        | .rs، .срб ‏                                                 |
| المنطقة الزمنية                                           | ت ع م+02:00                                | توقيت وسط أوروبا، ت ع م+01:00، ت ع م+02:00، أوروبا/بلغراد ‏ |

## منظمات دولية مشتركة
يشترك البلدان في عضوية مجموعة من المنظمات الدولية، منها:
| علم المنظمة | اسم المنظمة                               | تاريخ انضمام بوروندي | تاريخ انضمام صربيا |
| ----------- | ----------------------------------------- | -------------------- | ------------------ |
|             | مؤسسة التنمية الدولية                     | 28 سبتمبر 1963       | 25 فبراير 1993     |
|             | يونسكو                                    | 16 نوفمبر 1962       | 20 ديسمبر 2000     |
|             | وكالة ضمان الاستثمار متعدد الأطراف        | 10 مارس 1998         | 19 مارس 1993       |
|             | الأمم المتحدة                             | 18 سبتمبر 1962       | 1 نوفمبر 2000      |
|             | الاتحاد البريدي العالمي                   | ?                    | ?                  |
|             | البنك الدولي للإنشاء والتعمير             | 28 سبتمبر 1963       | 25 فبراير 1993     |
|             | الاتحاد الدولي للاتصالات                  | 16 فبراير 1963       | 1 يونيو 2001       |
|             | منظمة حظر الأسلحة الكيميائية              | ?                    | ?                  |
|             | مؤسسة التمويل الدولية                     | 28 نوفمبر 1979       | 25 فبراير 1993     |
|             | المركز الدولي لتسوية المنازعات الاستشارية | 5 ديسمبر 1969        | 8 يونيو 2007       |
|             | منظمة الشرطة الجنائية الدولية             | ?                    | ?                  |

## وصلات خارجية
- موقع وزارة الخارجية الصربية